# Faltonia Betitia Proba

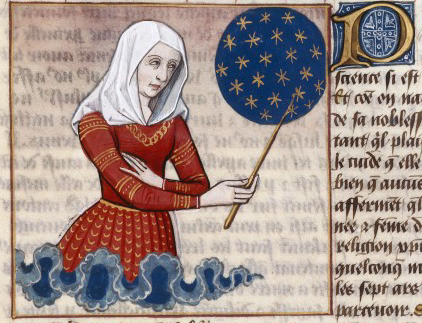
Proba beschrijft de christelijke schepping der wereld. Bron: De mulieribus claris (15e-eeuwse versie), van Boccaccio

Faltonia Betitia Proba (West-Romeinse Rijk, 4e eeuw) was een dichteres in de periode van het Laat-Romeinse Keizerrijk. Haar familie bekleedde consulambten. Proba schreef twee gedichten, een voor haar bekering tot het christendom en een erna.

## Levensloop
Proba’s grootvader was Pompeius Probus, van het gens Petronius Probus, en deze bekleedde het consulambt in het jaar 310. Proba’s ouders waren Petronius Probianus Probus, consul in het jaar 322, en vermoedelijk was Demetriadis haar moeder. Proba’s broer Petronius Probinus zette de traditie voor door in 341 consul te worden.
Proba huwde met Claudius Celsinus Adelphus, die praefectus urbi in Rome werd in 351. Het echtpaar had zeker twee zonen, die allebei hoge ambten bekleedden in keizerlijke provincies. Haar kleindochter Anicia Faltonia Proba, dochter van hun zoon Claudius Hermogenianus Olybrius, consul in 379, was dichteres net zoals zij.
Proba en haar familie deden er alles aan om het christendom zo lang mogelijk van zich af te duwen. Proba zou vervolgens eerder dan haar man Adelphus, overgaan tot het christendom. Bij deze bekering nam zij niet het arianisme aan die verspreid was onder de Romeinse elite, maar wel het orthodoxe geloof conform het concilie van Nicea (325).

## Dichtwerken
- Constantini bellum adversus Magnentium (351-353). De titel betekent 'De oorlog van keizer Constantius II tegen Magnentius'. Na de Slag bij Mursa (351) stapten Proba’s man, praefectus urbi, en andere notabelen in Rome over naar het kamp van Constantius II. Proba’s eerste werk wordt gesitueerd in haar niet-christelijke periode. Het is een epos in versvorm. Het werk is verloren gegaan.[3]
- Cento Vergilianus de laudibus Christi (circa 362). De titel betekent 'De Cento of parafrasering van Vergilius’ werk als lofbetuiging aan Christus'. Toen Proba dit schreef, was ze bekeerd tot het christendom. In dit dichtwerk gebruikt ze uitsluitend verzen van Vergilius. Ze herschrijft deze met stukken uit het Oude Testament doch vooral uit het Nieuwe Testament. Uit het Oude Testament putte ze enkel uit de Schepping, de Zondeval en de Zondvloed.[4] Het grootste deel van het gedicht gaat over Jezus gebaseerd op de Evangelies. In totaal beslaat de Cento 694 hexameters. De Cento kende een zekere populariteit in de kloosters tijdens de middeleeuwen.

Giovanni Boccaccio beschreef haar in zijn werk De mulieribus claris als een van de 106 beroemdste vrouwen.